# Works
Works är ett samlingsalbum av Pink Floyd som släpptes i juni 1983. Utöver Embryo innehåller det redan utgivna kompositioner. Brain Damage och Eclipse är dock i alternativa versioner från de på The Dark Side of the Moon.

## Låtlista
1. "One of These Days" (från Meddle) (Waters/Wright/Mason/Gilmour)
2. "Arnold Layne" (från Relics) (Barrett)
3. "Fearless (Interpolating 'You'll Never Walk Alone')" (från Meddle) (Waters/Gilmour/Rodgers/Hammerstein)
4. "Brain Damage" (från The Dark Side of the Moon) (Waters)
5. "Eclipse" (från The Dark Side of the Moon) (Waters)
6. "Set the Controls for the Heart of the Sun" (från A Saucerful of Secrets och Ummagumma) (Waters)
7. "See Emily Play" (från Relics) (Barrett)
8. "Several Species of Small Furry Animals Gathered Together in a Cave and Grooving with a Pict" (från Ummagumma) (Waters)
9. "Free Four" (från Obscured by Clouds) (Waters)
10. "Embryo" (Waters)